# ایبون لالانا
ایبون لالانا دل ریو (متولد ۱۵ مه ۱۹۷۶) یک تکواندو کار اسپانیایی متولد شده در باسائوری است.
وی در مسابقات قهرمانی تکواندو جهان در سال ۱۹۹۹ یک مدال نقره در کلاس میان‌وزن بدست آورد و در مسابقات قهرمانی تکواندو جهان ۲۰۰۵ برنده مدال برنز در کلاس سبک‌وزن شد. او در مسابقات تکواندو قهرمانی اروپا ۲۰۰۴ صاحب مدال نقره شد.